# Jakob Andrä von Brandis

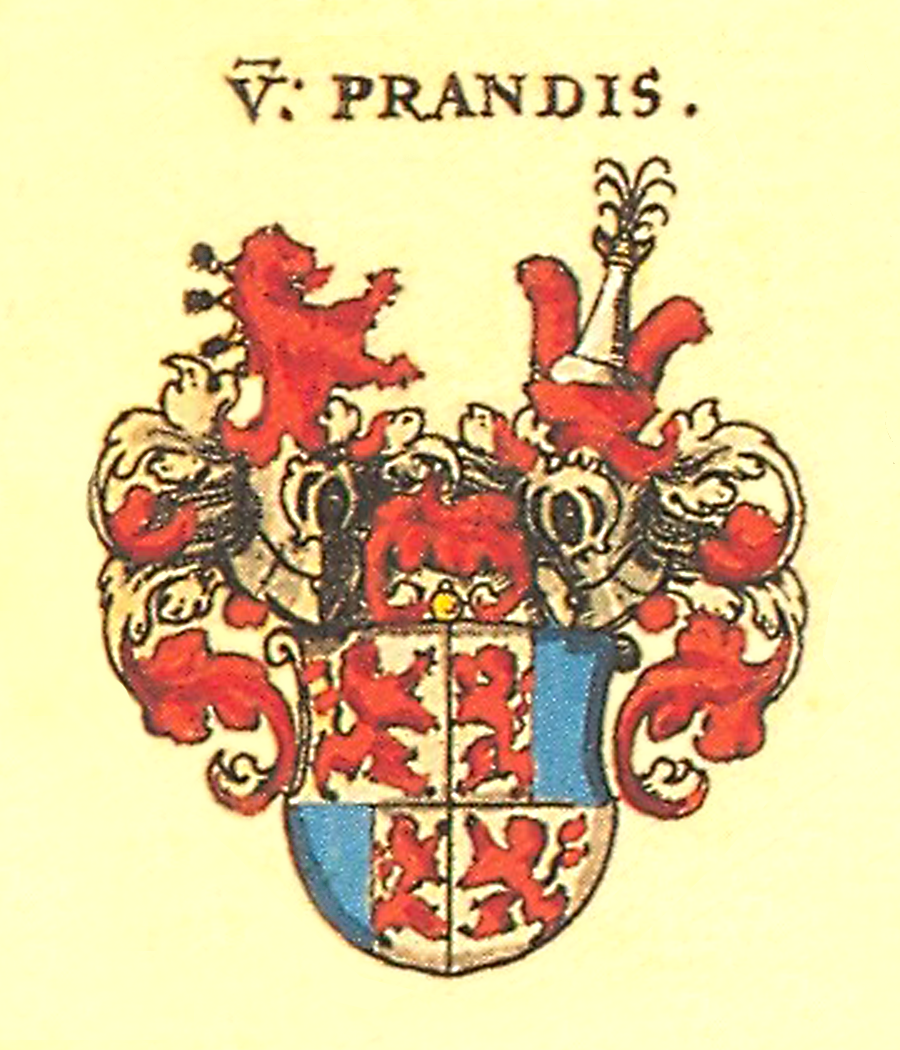
Gemehrtes Wappen der Brandis

Jakob Andrä Freiherr von Brandis (* 10. Januar 1569 in Wiener Neustadt; † 7. November 1629 auf der Fahlburg), aus der Adelsfamilie der Brandis, war Tiroler Landeshauptmann, Burggraf von Tirol und Historiker.

## Leben und Wirken
Jakob Andrä war der Sohn von Johann (Hans) Heinrich von Brandis, Mundschenk, Kämmerer und Rat Kaiser Maximilians II., seit 1573 Freiherr, und Margarethe Thanrädl, Tochter von Andreas I. Thanrädl von Thernberg und Rechberg (1509–1566), kaiserl. Rat, und Margarethe (Margerita) Freiin von Harrach (* 1544).
Jakob erhielt ab 1578 die erste Ausbildung in Innsbruck und schloss 1584 das Jesuitengymnasium in München (heute Wilhelmsgymnasium München) ab. 1584 reiste er nach Bologna, 1588 schickte ihn sein Vater mit Hileprand von Wangen nach Prag (zum kaiserlichen Hof) und dann nach Wien. Nach dem Tod des Vaters 1589 reiste Jakob nach Tirol zurück und übernahm die väterlichen Güter und wohnte auf Burg Brandis bei Lana.

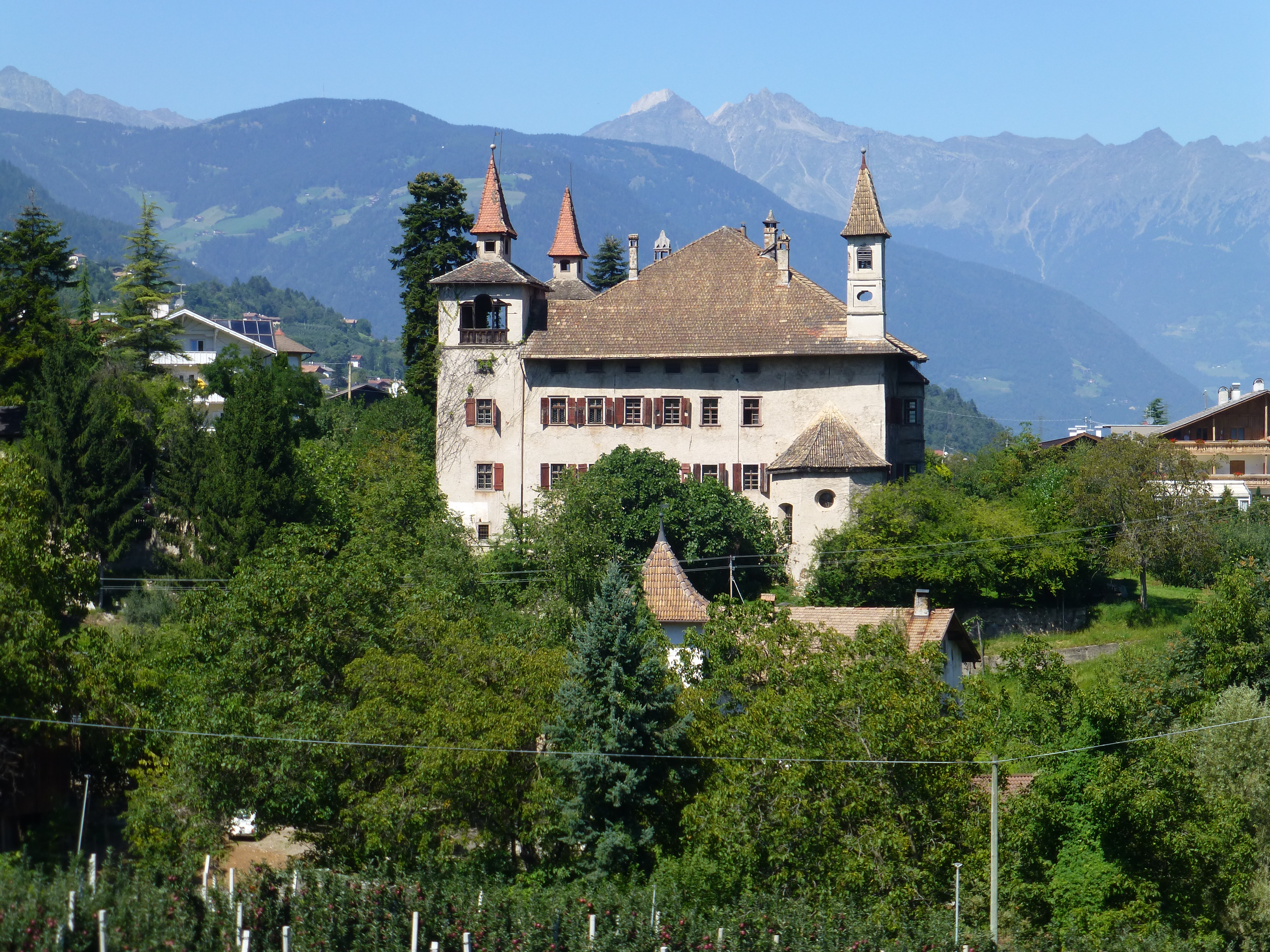
Fahlburg in Prissian/Südtirol

1597 vertrat er den Landeshauptmann Johann Jakob von Khuen von Belasi. Im selben Jahr kaufte er den Adelssitz Fahlburg in Prissian, den Turm in der Vall, den er und anschließend sein Sohn Veit Benno zu einem Renaissanceschloss ausbauen ließen.
1602 wurde Jakob von Brandis Regimentsrat (=Regierungsrat) und Kämmerer von Erzherzog Matthias.
1606 wurde er zum Obersthofmeister der Erzherzogin Anna Katharina Gonzaga, Witwe von Ferdinand II. ernannt und blieb es bis 1611. 1610 starb Landeshauptmann Johann Jakob von Khuen und
Kaiser Rudolf II. bestellte von Brandis zum Tiroler Landeshauptmann (Landeshauptmann an der Etsch) und Burggraf von Tirol.
Für seine Verdienste ernannte Leopold V. Freiherrn von Brandis 1621 zum Geheimen Rat. Diese Funktion erforderte die dauernde Anwesenheit in Innsbruck, und so war Ehrenreich von Trauttmansdorff sein Vertreter als Landeshauptmann. Nach zwei Jahren übte von Brandis das Amt des Geheimrates nicht mehr aus, behielt aber den Titel eines kaiserl. und erzherzogl. Geheimrates.
Sein zweibändiges Werk über die Geschichte Tirols trug den Titel Caniculares Jacobi Andrae Baronis de Brandis de anno 1623 (übersetzt: Früchte der Hundstage, da während seiner Sommeraufenthalte auf der Fahlburg geschrieben); es wurde 1850 herausgegeben als Geschichte der Landeshauptleute von Tirol. Im Unterschied zu anderen zeitgenössischen Geschichtswerken verwendet der Autor darin vor allem primäre Quellen wie Urkunden, Briefe und amtliche Erlässe. Das Werk gilt daher als ältestes ernstzunehmendes Geschichtswerk Tirols. Es wird vermutet, dass Brandis auch die Anlage des sog. Codex Brandis veranlasste, einer der wertvollsten ikonographischen Quellen zur historischen Burgenkunde Tirols.
Aus gesundheitlichen Gründen ersuchte Jakob von Brandis 1628 um Enthebung von seinem Amt als Landeshauptmann. Erzherzog Leopold V. antwortete am 28. März 1628, gestattete ihm, den Titel Geheimrat zu behalten, und gewährte ein jährliches Gnadengehalt. Am 7. Juli 1628 erfolgte die Ablöse als Landeshauptmann. Am 7. November 1629 starb Jakob Andrä im 61. Jahr.

## Familie
Jakob Andrä Freiherr von Brandis heiratete zuerst 1590 Sibilla von Hendl zu Goldrain, Tochter des (1582–91 amtierenden) Landeshauptmanns Franz Hendl. Nach ihrem Tod 1598 ehelichte er 1601 Isabella Freiin von Lamberg, Tochter von Freiherr Sigmund von Lamberg, Landmarschall in Niederösterreich. Von den insgesamt zwölf Kindern überlebten ihn nur drei Söhne und eine Tochter:
- Andrä (Andreas) Wilhelm († 18. April 1662), k.k. Hofkammer-Vizepräsident in Wien

⚭ 1618 Freiin Maria Margarete Magdalene von Küenburg
⚭ Freiin Eva Maria von Arsenbeck zu Lichtenstein († 26. April 1678)
- Veit Benno (* 1606; † 1667), Landeshauptmann von Tirol ⚭ 1631 Gräfin Justine Konkordia Klaudia von Kuefstein (* 1590; † 1660)
- Hilleprand (* 1593; † 1633) ⚭ Anne Margarete von Schlandersberg († 1686)
- Anna Maximiliana († 1637) ⚭ Johann Gaudenz Botsch

Andrä Wilhelm und Veit Benno wurden von Ferdinand III. 1654 zu Reichsgrafen erhoben.

## Werke
Jakob Andrä von Brandis verfasste eine handschriftliche Geschichte der Landeshauptleute Tirols und beschäftigte sich mit der Genealogie der Brandis.
- Geschichte der Landeshauptleute von Tirol. Innsbruck, Universitäts- und Landesbibliothek Tirol (ULBT), Cod. 801, 3 Bände, gedruckt Innsbruck 1850 (manuscripta.at).